# The Marvels
The Marvels è un film del 2023 co-scritto e diretto da Nia DaCosta.
Basato sui personaggi di Capitan Marvel di Marvel Comics, è il 33º film del Marvel Cinematic Universe (MCU) e sequel del film Captain Marvel (2019), nonché continuazione della miniserie televisiva Ms. Marvel (2022). Ha come protagonisti Brie Larson, Teyonah Parris, Iman Vellani, Zawe Ashton, Gary Lewis, Park Seo-joon, Zenobia Shroff, Mohan Kapur, Saagar Shaikh e Samuel L. Jackson. Nel film, Carol Danvers, Kamala Khan e Monica Rambeau iniziano a scambiarsi di posto ogni volta che usano i loro poteri e devono collaborare per capirne il motivo.

## Trama
La distruzione della Suprema Intelligenza da parte di Carol Danvers ha portato alla guerra civile tra le specie Kree sul loro mondo natale, Hala. Il conflitto ha lasciato il pianeta arido, poiché ha perso ossigeno, acqua e luce solare. Dar-Benn, la nuova leader dei Kree, recupera uno dei due Bracciali Quantici, di cui Kamala Khan possiede l'altro. Dar-Benn sfrutta il potere del bracciale, lo combina con il suo bastone, chiamato "Arma Universale", e lo usa per distruggere un punto di salto nello spazio. L'anomalia che ne deriva viene rilevata dalla stazione spaziale S.A.B.E.R.
Nel frattempo, Nick Fury, che ora risiede nella suddetta stazione spaziale insieme al Flerken Goose, ospita le trattative di pace tra i Kree e gli Skrull. Fury chiama Carol Danvers e Monica Rambeau per indagare su un'anomalia nel punto di salto vicino alla stazione. Quando Rambeau la tocca, lei, Danvers e Kamala si scambiano di posto tramite teletrasporto. Lo scambio fa sì che le tre combattano l'una contro i nemici Kree dell'altra, lasciando la casa dei Khan distrutta. Dopo che le tre donne sono tornate alle loro sedi originarie, Fury e Rambeau fanno visita a Kamala sulla Terra. Mentre Kamala dimostra con entusiasmo i suoi poteri, si scambia di posto con Danvers. Quando Danvers vola via, si scambia a sua volta di posto con Kamala lasciando quest'ultima a precipitare nel vuoto. Salvata Kamala, il gruppo ipotizza che i poteri basati sulla luce di Danvers, Rambeau e Kamala siano collegati attraverso l'entanglement quantistico e che si scambino di posto quando ognuna delle tre usa i propri poteri.
Mentre la famiglia Khan decide di seguire Nick Fury, le tre si ritrovano in una colonia di rifugiati Skrull sul pianeta Tarnax, dove le trattative per il reinsediamento si sono sciolte. Dar-Benn apre un altro punto di salto che devia l'atmosfera di Tarnax verso Hala nel tentativo di ripristinare l'ossigeno. Dopo una precipitosa evacuazione della colonia con l'aiuto di Valchiria, Danvers, Rambeau e Kamala formano una squadra che Kamala chiama "le Marvels". Danvers informa gli altri della leggenda secondo cui i "Bracciali Quantici" sarebbero stati utilizzati per creare la rete di trasporto dei punti di salto; le tre sono rimaste "intrecciate" a causa del contatto reciproco con la sua energia quando Dar-Benn l'ha interrotta. La ripetuta interruzione dei punti di salto da parte di Dar-Benn sta causando un'ulteriore instabilità della rete che può mettere in pericolo l'universo.
Dar-Benn arriva sul pianeta Aladna, dove apre un punto di salto per attirare l'acqua dell'oceano su Hala. Danvers capisce che il suo piano finale è quello di utilizzare il sole della Terra per ripristinare quello di Hala, capendo che attacca i popoli e i mondi a cui è legata. Le Marvels combattono e sconfiggono Dar-Benn, ma lei ruba il bracciale di Kamala e li usa entrambi per aprire un altro buco nello spazio. Lo sforzo compiuto uccide Dar-Benn e lascia un varco nel multiverso. Dopo che Kamala recupera i bracciali e annulla gli scambi, lei e Danvers usano i loro poteri combinati per dare energia a Rambeau, permettendole di chiudere il varco dall'altro lato, ma lasciandola bloccata nel processo. Kamala si ricongiunge con la sua famiglia mentre Danvers vola verso il sole di Hala e usa il suo potere per ripristinarlo. La breve collaborazione con Danvers e Rambeau ispira Kamala a cercare altri eroi e a formare un nuovo gruppo, a partire da Kate Bishop.
Nella scena a metà dei titoli di coda, Rambeau si risveglia in un universo parallelo dove incontra una versione alternativa di sua madre Maria e il mutante Hank McCoy.

## Personaggi
- Carol Danvers / Captain Marvel, interpretata da Brie Larson: un membro degli Avengers ed ex-pilota di caccia della U.S. Air Force, il cui DNA è stato alterato durante un incidente, conferendole forza sovrumana, scariche di fotoni e l'abilità di volare.[4]
- Monica Rambeau, interpretata da Teyonah Parris: un'astronauta della S.A.B.E.R. che lavora con Nick Fury, con la capacità di assorbire energia;[5][6][7] è la figlia dell'amica e collega di Danvers, Maria Rambeau, e da bambina ammirava Danvers.[6] Parris ha affermato che il film esplorerà ulteriormente Rambeau oltre a quanto visto in WandaVision (2021).[8]
- Kamala Khan / Ms. Marvel, interpretata da Iman Vellani: un'adolescente mutante di Jersey City che ha come idolo Carol Danvers e indossa un bracciale magico che ha sbloccato la sua capacità di sfruttare l'energia cosmica.[6][9][10][11]
- Dar-Benn, interpretata da Zawe Ashton: una guerriera Kree che brandisce il martello di un accusatore.[12][13]
- Imperatore Dro'ge, interpretato da Gary Lewis: il leader degli Skrull.[14][15][16]
- Principe Yan, interpretato da Park Seo-joon: il principe del pianeta Aladna, amico di Danvers.[17][18][16]
- Muneeba Khan, interpretata da Zenobia Shroff: la madre di Kamala.[19]
- Yusuf Khan, interpretato da Mohan Kapur: il padre di Kamala.[19]
- Aamir Khan, interpretato da Saagar Shaikh: il fratello maggiore di Kamala.[19]
- Nick Fury, interpretato da Samuel L. Jackson: l'ex direttore dello S.H.I.E.L.D., che sta lavorando con gli Skrull nello spazio profondo.[20]

Inoltre Lashana Lynch e Tessa Thompson riprendono i loro ruoli di Maria Rambeau (anche in una versione alternativa di Binary) e Valchiria dai precedenti film. Daniel Ings interpreta Ty-Rone, Colin Stoneley interpreta Papp-Tonn, uno scienziato Kree, mentre Leila Farzad e Abraham Popoola interpretano rispettivamente Talia e Dag. Anche Shamier Anderson, Ffion Jolly, Caroline Simonnet e Jessica Zhou appaiono nel film. Il Flerken Goose, che assomiglia a un gatto, ritorna dal primo film. Hailee Steinfeld riprende il ruolo di Kate Bishop da Hawkeye, mentre Kelsey Grammer, nella scena durante i titoli di coda, interpreta una versione alternativa di Hank McCoy / Bestia, riprendendo il ruolo dalla serie di film X-Men.

## Produzione

### Sviluppo
Prima dell'uscita di Captain Marvel (2019), Brie Larson ha espresso interesse per un sequel con il personaggio di Kamala Khan / Ms. Marvel. Il produttore Kevin Feige in precedenza aveva affermato che c'erano piani per introdurre Khan nel MCU dopo l'uscita di Captain Marvel, poiché Khan è ispirato a Carol Danvers / Captain Marvel; Iman Vellani è stata successivamente scelta per il ruolo di Khan per la serie televisiva Ms. Marvel (2022). Nel marzo 2019 Feige ha affermato che i Marvel Studios avevano alcune idee "piuttosto sorprendenti" per un sequel, e Lashana Lynch ha espresso interesse a riprendere il suo ruolo di Maria Rambeau. Lo sviluppo ufficiale del film è iniziato nel gennaio 2020, quando Megan McDonnell è entrata in trattative per scrivere la sceneggiatura, dopo aver lavorato come sceneggiatrice nella serie WandaVision (2021). È stato confermato che Larson sarebbe tornata nei panni di Carol Danvers, mentre Nia DaCosta è stata assunta per dirigere il film nell'agosto 2020. Feige ha annunciato Captain Marvel 2 nel dicembre successivo, ha confermato il coinvolgimento di DaCosta, ha rivelato che Vellani avrebbe ripreso il suo ruolo di Khan e che Teyonah Parris avrebbe ripreso il suo ruolo di Monica Rambeau da WandaVision.

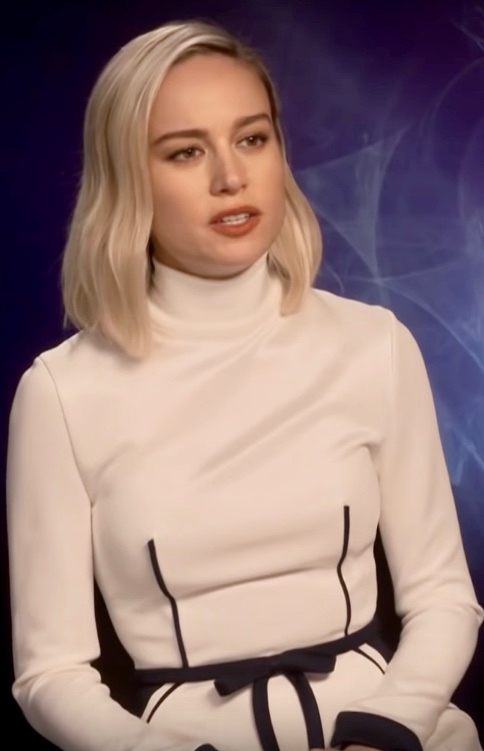
Brie Larson, interprete di Carol Danvers / Captain Marvel

### Pre-produzione
Il lavoro di pre-produzione del film è iniziato nel febbraio 2021, quando Zawe Ashton è stata scelta come antagonista del film. A quel punto, tutte le sceneggiature di Ms. Marvel erano già state scritte, quindi il team creativo di Captain Marvel 2 è stato in grado di leggerle per sapere cosa fosse successo a Khan nella serie, con Larson che ha anche avuto un cameo nell'ultimo episodio. Nel maggio successivo i Marvel Studios hanno rivelato che il sequel si sarebbe intitolato The Marvels. Park Seo-joon è entrato a far parte del cast a metà giugno, ed è stato rivelato successivamente che avrebbe interpretato il ruolo del Principe Yan, mentre Larson e Parris hanno iniziato a prepararsi per le riprese il mese successivo.

### Riprese
Le riprese principali sono iniziate il 10 agosto 2021 in Inghilterra e sono terminate il 13 maggio 2022. All'inizio delle riprese, Samuel L. Jackson ha rivelato che avrebbe ripreso il suo ruolo di Nick Fury nel film, lavorando a Londra nello stesso momento in cui si stava preparando a girare la serie Secret Invasion. Il mese successivo è stato annunciato che Saagar Shaikh, Zenobia Shroff e Mohan Kapur avrebbero ripreso, dalla serie Ms. Marvel, i rispettivi ruoli del fratello maggiore di Khan, Aamir, della madre Muneeba e del padre Yusuf. Sean Bobbitt è il direttore della fotografia, mentre Cara Brower è la scenografa. Nel marzo 2023 sono state effettuate delle riprese aggiuntive a Londra. Il budget del film è stato di 220 milioni di dollari.

### Post-produzione
Nel giugno 2022 Jackson ha rivelato che sarebbe tornato a Londra ad agosto per lavorare alle riprese aggiuntive, prima di fare lo stesso per Secret Invasion. Sono state girate riprese aggiuntive anche a New York all'inizio di agosto. Catrin Hedström ed Evan Schiff sono i montatori del film. Nel gennaio 2023 è stato rivelato che, oltre a Megan McDonnell, anche Nia DaCosta, Elissa Karasik e Zeb Wells hanno scritto la sceneggiatura; tuttavia nel poster ufficiale, pubblicato nel luglio 2023, Wells non è stato accreditato. Nel giugno 2023 è stata rivelata la presenza di Gary Lewis nel film, mentre nel novembre 2023 è stato confermato, con la pubblicazione del trailer finale, che Tessa Thompson avrebbe ripreso il suo ruolo di Valchiria.

## Colonna sonora
Le musiche del film sono state composte da Laura Karpman, che aveva già composto le colonne sonore di Ms. Marvel (2022) e della prima stagione di What If...? (2021).

## Promozione
Il primo teaser trailer è stato mostrato in anteprima al D23 Expo 2022, ed è stato distribuito online l'11 aprile 2023, il trailer ufficiale è stato pubblicato il 21 luglio 2023, mentre il trailer finale il 7 novembre 2023.
Il 3 novembre 2023, sulla piattaforma Disney+, sono stati pubblicati tre episodi di Marvel Studios: Legends, dedicati rispettivamente a Carol Danvers, Kamala Khan e Monica Rambeau.

## Distribuzione

### Data di uscita
La data di uscita è stata più volte rimandata: inizialmente prevista per l'8 luglio 2022, è stata posticipata all'11 novembre 2022, poi al 17 febbraio 2023 e infine al 28 luglio 2023. Il film è uscito nelle sale cinematografiche italiane l'8 novembre 2023, mentre in quelle statunitensi il 10 novembre.

### Edizione italiana
La direzione del doppiaggio e i dialoghi italiani sono stati curati da Massimiliano Alto e Philippe Morville.

### Edizioni home video
Il film è disponibile in formato digitale dal 16 gennaio 2024 e in DVD, Blu-ray e 4K Ultra HD dal 13 febbraio.

## Accoglienza

### Incassi
The Marvels ha incassato 84500223 $ in Nord America e 121636602 $ nel resto del mondo, per un incasso complessivo di 206136825 $, a fronte di un budget di produzione di $220 milioni.
Globalmente il film ha esordito con 109 milioni di dollari nei primi cinque giorni, risultando il peggior esordio per un film MCU; inoltre è il trentesimo maggior incasso mondiale del 2023 e il trentunesimo maggior incasso nel Nord America del 2023. Si tratta della pellicola che ha incassato meno nella storia del Marvel Cinematic Universe, rivelandosi un grande flop economico, il peggiore del 2023 con una perdita stimata di 237 milioni di dollari.

#### Nord America
Il film ha incassato $6,6 milioni nelle anteprime del giovedì, mentre nel primo giorno di programmazione ha incassato $21,6 milioni in 4,030 schermi. Nel week-end d'esordio ha ottenuto il primo posto incassando $46,1 milioni, il peggior esordio di sempre per un film MCU, per un totale di $54,8 milioni nella prima settimana. Nel secondo week-end è sceso al quarto posto incassando $10,1 milioni, con un calo del 78%, il peggiore di sempre per il secondo fine settimana di un film MCU, per poi scendere al sesto posto nel terzo week-end incassando $6,3 milioni. Si tratta del primo film MCU a non riuscire a raggiungere la soglia dei 100 milioni.

#### Internazionale
Nel resto del mondo, il film ha incassato $62,9 milioni nei primi cinque giorni di apertura, con la Cina che è stato il mercato più redditizio con un incasso di $11,7 milioni, seguito dal Regno Unito con $4,3 milioni, dall'Indonesia con $3,7 milioni, dalla Corea del Sud con $3,5 milioni e dalla Francia con $3,1 milioni. In Italia ha incassato 281 mila euro nel primo giorno, e €1,9 milioni nei primi cinque giorni, per poi incassare in totale €3,3 milioni.

### Critica
Il film è stato accolto in maniera mista da parte della critica. Sull'aggregatore di recensioni Rotten Tomatoes ha una percentuale di gradimento del 63%, con un voto medio di 5,9 su 10 basato su 365 recensioni; il consenso critico del sito recita: "Divertente, piacevolmente breve ed elevato dall'alchimia delle sue tre protagoniste, The Marvels è facile da apprezzare al momento, nonostante la sua storia caotica e i confusi cambiamenti di tono". Su Metacritic ha un punteggio di 50 su 100 basato su 57 recensioni.

## Riconoscimenti
- 2024 – E! People's Choice Awards[91]
  - Candidatura al miglior film d'azione del 2023
  - Candidatura alla star di film d'azione del 2023 a Brie Larson

## Sequel
Nell'agosto 2023 Nia DaCosta ha espresso interesse nel dirigere un sequel.